# Fredrik Bergström (Badminton)
Fredrik Bergström (* 19. März 1975 in Ålidhem) ist ein schwedischer Badmintonspieler. 

## Karriere
Fredrik Bergström nahm 2000 und 2004 Mixed an Olympia teil. Bei seiner ersten Teilnahme wurde er dabei Neunter, bei der zweiten Fünfter. Bei den Europameisterschaften 2004 holte er sich Bronze im Mixed mit Johanna Persson. Als Legionär gewann er 2006 Silber bei der deutschen Mannschaftsmeisterschaft mit der SG EBT Berlin.

## Sportliche Erfolge
| Saison    | Veranstaltung                     | Disziplin    | Platz | Name |
| --------- | --------------------------------- | ------------ | ----- | --- |
| 1993/1994 | Schweden: Einzelmeisterschaft U22 | Mixed        | 1     | Fredrik Bergström / Pernilla Carlsson (IFK Umeå / Karlskoga BMK)                                                                          |
| 1994/1995 | Schweden: Einzelmeisterschaft U22 | Mixed        | 1     | Fredrik Bergström / Pernilla Carlsson (IFK Umeå)                                                                                          |
| 1996/1997 | Schweden: Einzelmeisterschaft U22 | Mixed        | 1     | Fredrik Bergström / Jenny Karlsson (IFK Umeå)                                                                                             |
| 1996/1997 | Schweden: Einzelmeisterschaft U22 | Herreneinzel | 1     | Fredrik Bergström (IFK Umeå) |
| 1998/1999 | Schweden: Einzelmeisterschaft     | Mixed        | 1     | Fredrik Bergström / Jenny Karlsson (IFK Umeå / GBK)                                                                                       |
| 1999      | Nordische Meisterschaften         | Mixed        | 1     | Fredrik Bergström / Jenny Karlsson (SWE)                                                                                                  |
| 1999      | Iceland International             | Mixed        | 1     | Frederik Bergström / Jenny Karlsson (SWE)                                                                                                 |
| 1999      | Indonesian Open                   | Mixed        | 5     | Fredrik Bergstrom / Jenny Karlsson (SWE)                                                                                                  |
| 1999      | Iceland International             | Herrendoppel | 1     | Frederik Bergström / Henrik Andersson (SWE)                                                                                               |
| 1999/2000 | Schweden: Einzelmeisterschaft     | Mixed        | 1     | Fredrik Bergström / Jenny Karlsson (IFK Umeå)                                                                                             |
| 2000/2001 | Schweden: Einzelmeisterschaft     | Mixed        | 1     | Fredrik Bergström / Jenny Karlsson (IFK Umeå)                                                                                             |
| 2001      | Thailand Open                     | Mixed        | 3     | Frederik Bergstrom / Jenny Karlsson (SWE)                                                                                                 |
| 2001      | Indonesian Open                   | Mixed        | 3     | Frederik Bergstrom / Jenny Karlsson (SWE)                                                                                                 |
| 2001/2002 | Schweden: Einzelmeisterschaft     | Herrendoppel | 1     | Henrik Andersson / Fredrik Bergström (Västra Frölunda / IFK Umeå)                                                                         |
| 2002      | Portugal International            | Mixed        | 1     | Frederik Bergström / Jenny Karlsson (SWE)                                                                                                 |
| 2002/2003 | Schweden: Einzelmeisterschaft     | Herrendoppel | 1     | Henrik Andersson / Fredrik Bergström (IFK Umeå)                                                                                           |
| 2003      | Portugal International            | Mixed        | 1     | Fredrik Bergström / Johanna Persson (SWE)                                                                                                 |
| 2003      | Bitburger Open                    | Mixed        | 1     | Frederik Bergström / Johanna Persson (SWE)                                                                                                |
| 2003/2004 | Schweden: Einzelmeisterschaft     | Mixed        | 1     | Fredrik Bergström / Johanna Persson (IFK Umeå / Täby BMF)                                                                                 |
| 2003/2004 | Schweden: Einzelmeisterschaft     | Herrendoppel | 1     | Henrik Andersson / Fredrik Bergström (IFK Umeå)                                                                                           |
| 2004      | Scottish Open                     | Mixed        | 1     | Frederik Bergström / Johanna Persson (SWE)                                                                                                |
| 2004      | Scottish Open                     | Herrendoppel | 1     | Joakim Hansson / Frederik Bergström (SWE)                                                                                                 |
| 2004      | Europameisterschaft               | Mixed        | 3     | Fredrik Bergström / Johanna Persson |
| 2004      | Olympia                           | Mixed        | 5     | Frederik Bergström / Johanna Persson (SWE)                                                                                                |
| 2004      | Norwegian International           | Mixed        | 1     | Frederik Bergström / Johanna Persson (SWE)                                                                                                |
| 2004/2005 | EBU Circuit                       | Mixed        | 1     | Frederik Bergström / Johanna Persson (SWE)                                                                                                |
| 2005      | Swedish International Stockholm   | Herrendoppel | 2     | Frederik Bergström / Henrik Andersson (SWE)                                                                                               |
| 2005      | Finnish International             | Herrendoppel | 1     | Henrik Andersson / Frederik Bergström (SWE)                                                                                               |
| 2005      | Dutch International               | Mixed        | 1     | Frederik Bergstrom / Johanna Persson |
| 2005/2006 | Deutsche Mannschaftsmeisterschaft | Mannschaft   | 2     | SG EBT Berlin (Xuan Chuan, Robert Blair, Tim Dettmann, Fredrik Bergström, Conrad Hückstädt, Kasperi Salo, Nicole Grether, Juliane Schenk) |